# Hormilleja
Hormilleja – gmina w Hiszpanii, w prowincji La Rioja, w La Rioja, o powierzchni 7,44 km². W 2011 roku gmina liczyła 162 mieszkańców.